# Benet Altet i Ruate
Benet Altet i Ruate (València, 1827 — València, 1893) fou un poeta bilingüe que participà en diversos Jocs Florals. Publicà alguns poemes d'exaltació (Al Micalet de València. A la conquesta de València per lo rei en Jaume primer d'Aragó, etc.), Déu y lo món i el poema èpic Sen Vicènt : poèma en valencià (1855).
Fou autor de poemes monosil·làbics i també de composicions de caràcter religiós. Obtingué el títol d'Académich de la romana Acadèmia dels Arcades.